# Miss Intercontinental
Ne doit pas être confondu avec Miss International.
Miss Intercontinental est un concours de beauté international.
La Miss Intercontinental en titre est Chatnalin Chotjirawarachat originaire de Thaïlande, élue le 15 décembre 2023 en Égypte, succédant ainsi à la Vietnamienne Lê Nguyễn Bảo Ngọc.

## Histoire
Le concours a débuté en tant qu’évènement promotionnel pour le tourisme en Aruba en 1973. À cette époque, uniquement les adolescentes pouvaient y participer et le concours s'appelait Miss Teen Intercontinental.
À partir de décembre 1982, le concours est nommé Miss Intercontinental, une équipe allemande l'organise chaque année jusqu’à présent.
Miss Intercontinental est l'un des concours internationaux le plus important après les principaux tels que Miss Univers, Miss Monde ou encore Miss International.

## Lauréates
| Année | Miss Intercontinental                              | Pays ou territoire représenté                      | Pays d'accueil                                     | Ville d'accueil                                    |
| ----- | -------------------------------------------------- | -------------------------------------------------- | -------------------------------------------------- | -------------------------------------------------- |
| 1973  | Barbara Jean Sergi                                 | États-Unis                                         | Pays-Bas                                           | Oranjestad, Aruba                                  |
| 1974  | Maria Emilia de Los Ríos                           | Venezuela                                          | Pays-Bas                                           | Oranjestad, Aruba                                  |
| 1975  | Shohreh Nikpour                                    | Iran                                               | Pays-Bas                                           | Oranjestad, Aruba                                  |
| 1976  | Ivania Navarro Hiene                               | Nicaragua                                          | Pays-Bas                                           | Oranjestad, Aruba                                  |
| 1977  | Elyzabeth Ann John                                 | Angleterre                                         | Pays-Bas                                           | Oranjestad, Aruba                                  |
| 1978  | Elyzabeth Antita Reddi                             | Inde                                               | Pays-Bas                                           | Oranjestad, Aruba                                  |
| 1979  | Maryanne Shaughnessey                              | États-Unis                                         | Pays-Bas                                           | Oranjestad, Aruba                                  |
| 1980  | Elyzabeth Gasiewicz                                | Argentine                                          | Venezuela                                          | Punto Fijo                                         |
| 1981  | Christiane Lisita Passos                           | Brésil                                             | Colombie                                           | Barranquilla                                       |
| 1982  | Jodee Joy Dominici                                 | États-Unis                                         | Colombie                                           | Carthagène des Indes                               |
| 1983  | Brigitte Bergman                                   | Pays-Bas                                           | Pays-Bas                                           | Oranjestad, Aruba                                  |
| 1986  | Elizabeth Robison                                  | Porto Rico                                         | Nigeria                                            | Lagos                                              |
| 1987  | Patricia Kuypers                                   | Pérou                                              | Nigeria                                            | Lagos                                              |
| 1988  | Joan Maynard                                       | Curaçao                                            | Nigeria                                            | Lagos                                              |
| 1989  | Bianca Onoh (résigné)                              | Nigeria                                            | Nigeria                                            | Lagos                                              |
| 1989  | Brenda Marte Lajara (remplacé)                     | République dominicaine                             | Nigeria                                            | Lagos                                              |
| 1990  | Sandra Foster                                      | Jamaïque                                           | Nigeria                                            | Lagos                                              |
| 1991  | Carmen Linda Diaz                                  | Porto Rico                                         | Nigeria                                            | Lagos                                              |
| 1991  | Alyona Ivanara                                     | Russie                                             | Allemagne                                          | Bonn                                               |
| 1992  | Susanne Petry                                      | Allemagne                                          | Allemagne                                          | Eschweiler                                         |
| 1993  | Verona Feldbusch                                   | Allemagne                                          | Allemagne                                          | Bonn                                               |
| 1994  | Kimberly Anne Byers                                | États-Unis                                         | Allemagne                                          | Düsseldorf                                         |
| 1995  | Melissa Cortez                                     | Îles Vierges des États-Unis                        | Allemagne                                          | Dresde                                             |
| 1996  | Timeri Baudry                                      | Tahiti                                             | Allemagne                                          | Trèves                                             |
| 1997  | Lara Dutta                                         | Inde                                               | Allemagne                                          | Fribourg-en-Brisgau                                |
| 1998  | Janaina Berenhauser                                | Brésil                                             | Allemagne                                          | Bonn                                               |
| 1999  | Mine Erbaykent                                     | Turquie                                            | Allemagne                                          | Bochum                                             |
| 2000  | Sabrina Schepmann                                  | Allemagne                                          | Allemagne                                          | Kaiserslautern                                     |
| 2001  | Liggia Petit                                       | Venezuela                                          | Allemagne                                          | Cobourg                                            |
| 2002  | Rychackviana Coffie                                | Curaçao                                            | Allemagne                                          | Fürth                                              |
| 2003  | Dominique Hourani                                  | Liban                                              | Allemagne                                          | Berlin                                             |
| 2004  | Deissy Catalina Valencia Deossa                    | Colombie                                           | Chine                                              | Hohhot                                             |
| 2005  | Emmarys Pinto                                      | Venezuela                                          | Chine                                              | Huangshan                                          |
| 2006  | Katarina Manova                                    | Slovaquie                                          | Bahamas                                            | Nassau                                             |
| 2007  | Nancy Aflouny                                      | Liban                                              | Seychelles                                         | Mahé                                               |
| 2008  | Christina Camargo                                  | Colombie                                           | Pologne                                            | Zabrze                                             |
| 2009  | Hannelly Quintero                                  | Venezuela                                          | Biélorussie                                        | Minsk                                              |
| 2010  | Maydelise Columna                                  | Porto Rico                                         | République dominicaine                             | Punta Cana                                         |
| 2011  | Jessica Hartman                                    | États-Unis                                         | Espagne                                            | Orihuela                                           |
| 2012  | Daniela Xanadú Chalbaud Maldonado                  | Venezuela                                          | Allemagne                                          | Aix-la-Chapelle                                    |
| 2013  | Ekaterina Plekhova                                 | Russie                                             | Allemagne                                          | Magdebourg                                         |
| 2014  | Phataraporn Wang                                   | Thaïlande                                          | Allemagne                                          | Magdebourg                                         |
| 2015  | Valentina Rasulova                                 | Russie                                             | Allemagne                                          | Magdebourg                                         |
| 2016  | Heilymar Rosario                                   | Porto Rico                                         | Sri Lanka                                          | Colombo                                            |
| 2017  | Verónica Salas Vallejo                             | Mexique                                            | Égypte                                             | Hurghada                                           |
| 2018  | Karen Gallman                                      | Philippines                                        | Philippines                                        | Pasay                                              |
| 2019  | Fanni Mikó                                         | Hongrie                                            | Égypte                                             | Sharm el Sheikh                                    |
| 2020  | Pas d’élection en raison de l'épidémie de Covid-19 | Pas d’élection en raison de l'épidémie de Covid-19 | Pas d’élection en raison de l'épidémie de Covid-19 | Pas d’élection en raison de l'épidémie de Covid-19 |
| 2021  | Cinderella Faye Obenita                            | Philippines                                        | Égypte                                             | Sharm el Sheikh                                    |
| 2022  | Lê Nguyễn Bảo Ngọc                                 | Viêt Nam                                           | Égypte                                             | Sharm el Sheikh                                    |
| 2023  | Chatnalin Chotjirawarachat                         | Thaïlande                                          | Égypte                                             | Sharm el Sheikh                                    |

### Gallery

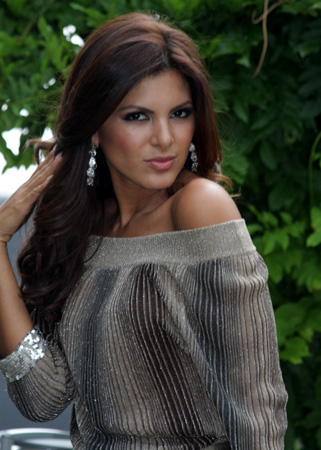
Hannelly Quintero, Miss Intercontinental 2009.
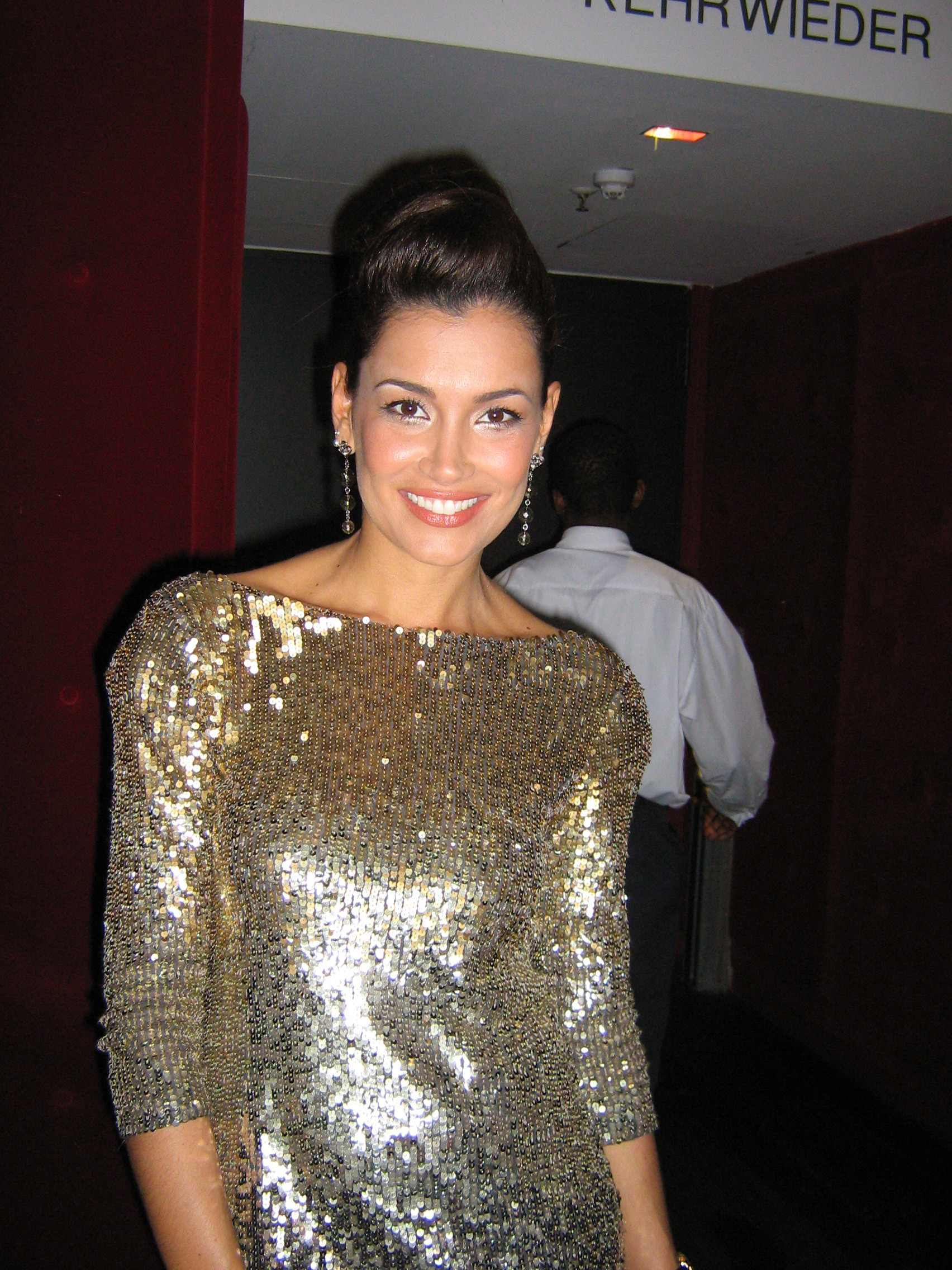
Janaina Berenhauser, Miss Intercontinental 1998.
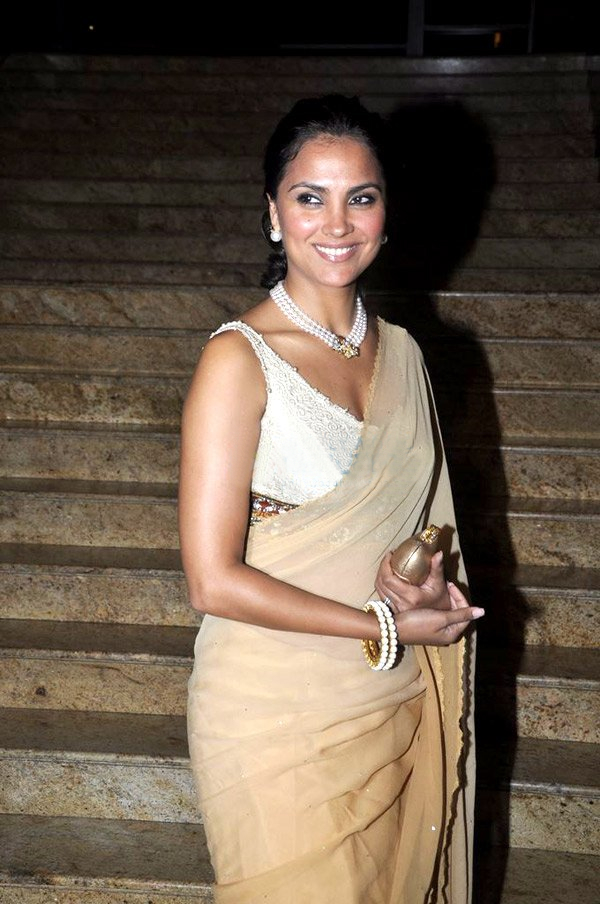
Lara Dutta, Miss Intercontinental 1997.
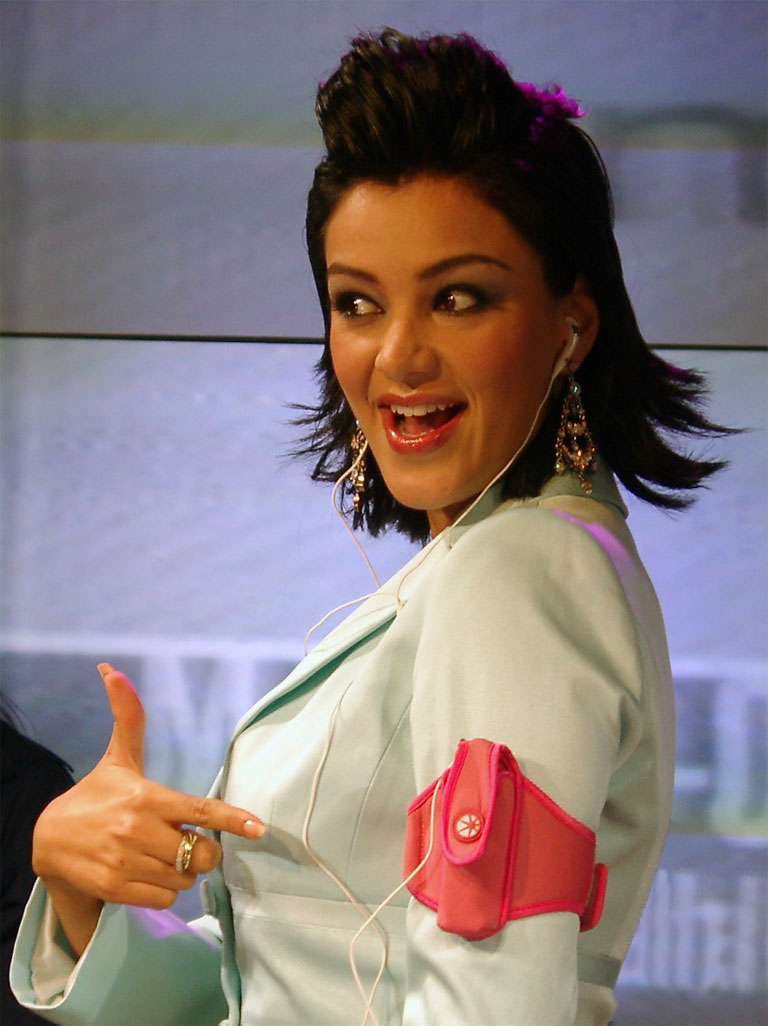
Verona Feldbusch, Miss Intercontinental 1993.

## Gagnantes

### Nombres de gagnantes par pays

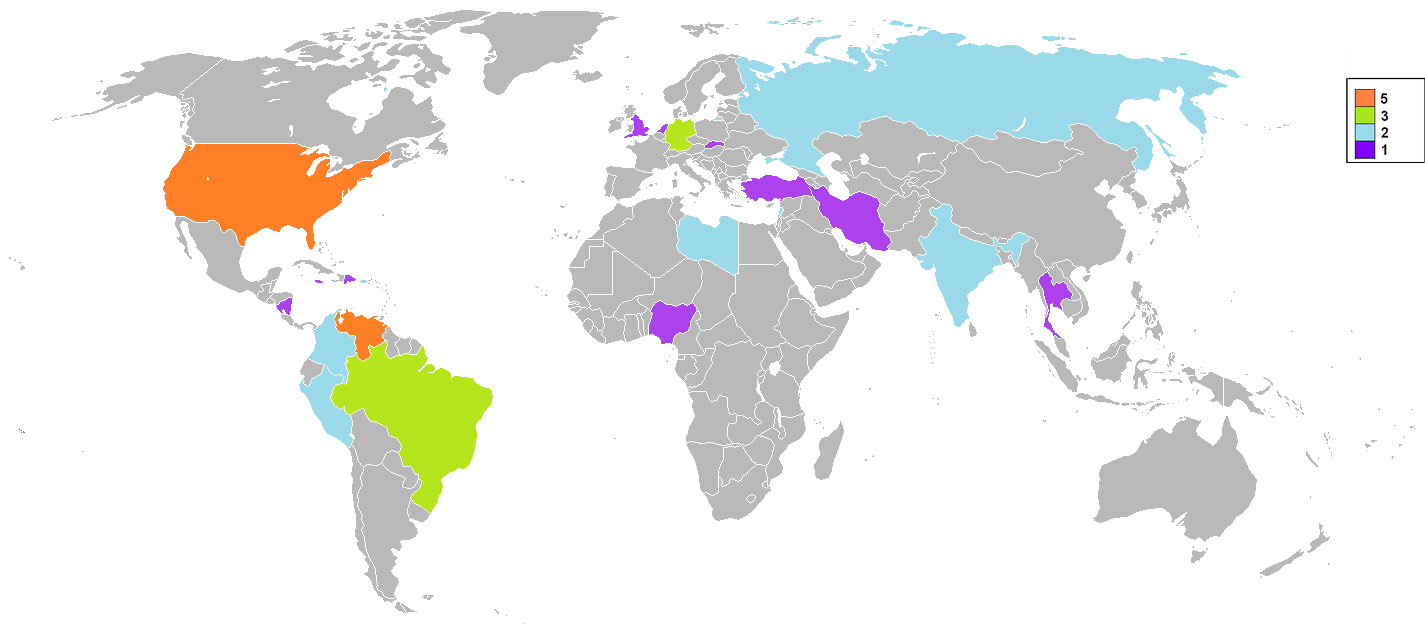
Carte des pays et territoires ayant gagné le concours.

| Pays - Territoires          | Titres | Années                       |
| --------------------------- | ------ | ---------------------------- |
| Venezuela                   | 5      | 1974, 2001, 2005, 2009, 2012 |
| États-Unis                  | 5      | 1973, 1979, 1982, 1994, 2011 |
| Porto Rico                  | 4      | 1986, 1991, 2010, 2016       |
| Allemagne                   | 3      | 1992, 1993, 2000             |
| Brésil                      | 3      | 1972, 1981, 1998             |
| Thaïlande                   | 2      | 2014, 2023                   |
| Philippines                 | 2      | 2018, 2021                   |
| Russie                      | 2      | 2013, 2015                   |
| Colombie                    | 2      | 2004, 2008                   |
| Liban                       | 2      | 2003, 2007                   |
| Curaçao                     | 2      | 1988, 2002                   |
| Inde                        | 2      | 1978, 1997                   |
| Pérou                       | 2      | 1971, 1987                   |
| Viêt Nam                    | 1      | 2022                         |
| Hongrie                     | 1      | 2019                         |
| Mexique                     | 1      | 2017                         |
| Slovaquie                   | 1      | 2006                         |
| Turquie                     | 1      | 1999                         |
| Tahiti                      | 1      | 1996                         |
| Îles Vierges des États-Unis | 1      | 1995                         |
| Jamaïque                    | 1      | 1990                         |
| Nigeria                     | 1      | 1989                         |
| République dominicaine      | 1      | 1989                         |
| Pays-Bas                    | 1      | 1983                         |
| Argentine                   | 1      | 1980                         |
| Angleterre                  | 1      | 1977                         |
| Nicaragua                   | 1      | 1976                         |
| Iran                        | 1      | 1975                         |

### Nombre de gagnantes par continent
| Continent | Nombre de titres | Pays ayant gagné |
| --------- | ---------------- | --- |
| Amérique  | 27               | États-Unis et Venezuela (5), Porto Rico et Brésil (3), Colombie, Curaçao et Pérou (2), Argentine, Îles Vierges des États-Unis, Jamaïque, Nicaragua et République dominicaine (1) |
| Asie      | 9                | Philippines, Inde, Liban et Thaïlande (2), Iran (1) |
| Europe    | 11               | Allemagne et Russie (3), Angleterre, Pays-Bas, Slovaquie, Turquie, Hongrie (1)                                                                                                   |
| Océanie   | 1                | Tahiti (1) |
| Afrique   | 1                | Nigeria (1) |